# Bandera de Fuerteventura
La bandera de la isla de Fuerteventura (Islas Canarias, España) está dividida verticalmente en dos mitades, verde al asta y blanca al vuelo. En el centro de la enseña se dispone el escudo insular.
Del mismo modo que sucede con la Bandera de la isla de Lanzarote, la de Fuerteventura no ha sido aprobada oficialmente por el Gobierno de Canarias. Si bien, es la que usualmente se utiliza para representar a Fuerteventura tanto en actos oficiales como populares.